# Dialeurodes cerifera
Dialeurodes cerifera là một loài côn trùng cánh nửa trong họ Aleyrodidae, phân họ Aleyrodinae.
Dialeurodes cerifera được Quaintance & Baker miêu tả khoa học đầu tiên năm 1917.